# Ester 10

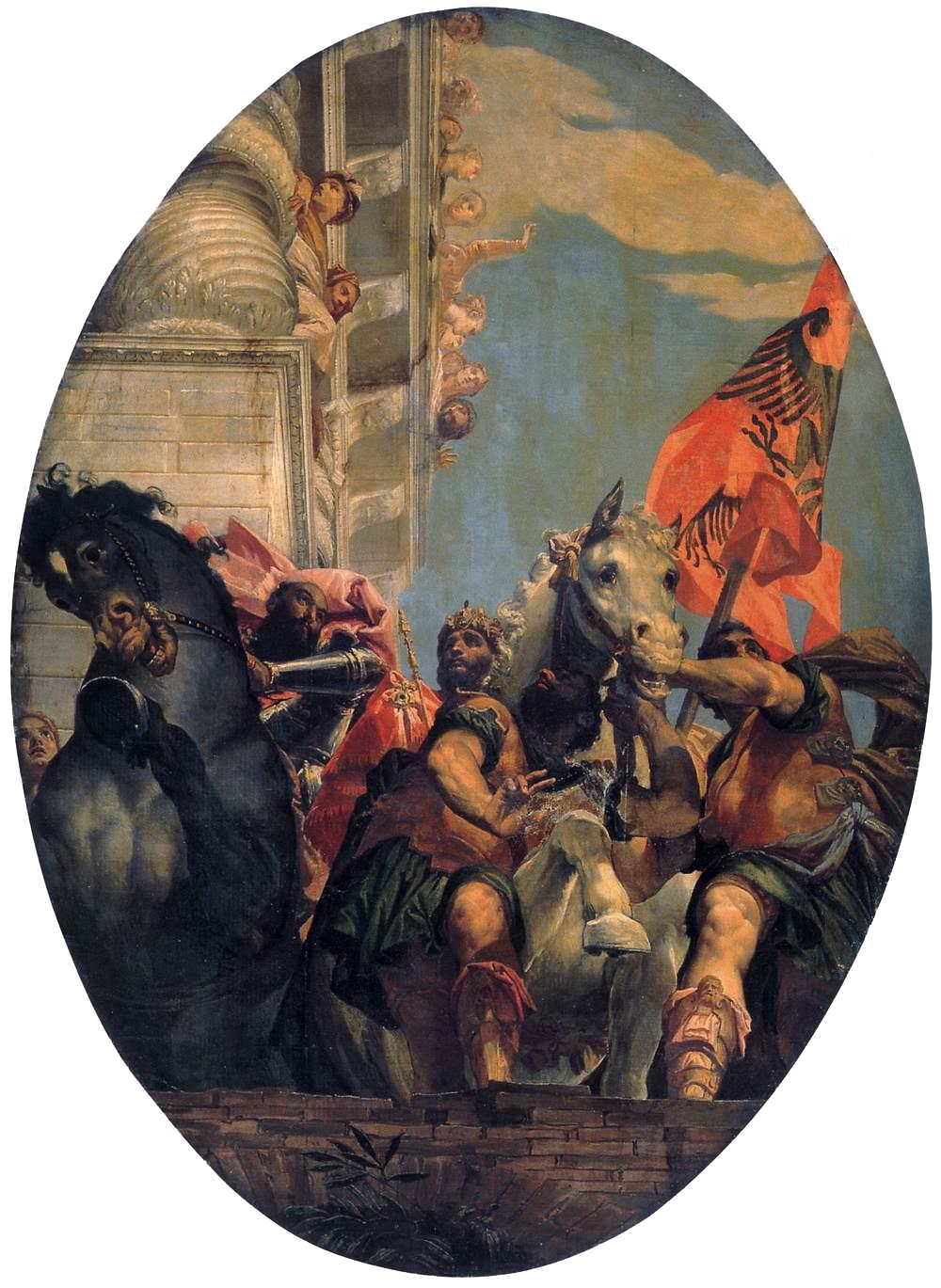
The Triumph of Mordecai (1556), by Paolo Veronese (1528–1588)

Ester 10 es el décimo (y último) capítulo del Libro de Ester en la Biblia hebrea o el Antiguo Testamento de la Biblia cristiana, Se desconoce el autor del libro y los estudiosos modernos han establecido que la etapa final del texto en hebreo se habría formado en el siglo II a. C. Los Capítulo 9 y 10 contienen la resolución de las historias del libro. Este breve capítulo es un encomio a Mardoqueo, mostrando su poder junto al del rey, siendo un judío como segundo al mando de un rey gentil, sirviendo a los intereses de ambos grupos, persas y judíos. Es una imagen de una «situación ideal de la diáspora» y «sirve de modelo para todas las comunidades de la diáspora».

## Texto
Este capítulo fue escrito originalmente en lengua hebrea y desde el siglo XVI se divide en 3 versículos.

### Testimonios textuales
Algunos manuscritos antiguos que contienen el texto de este capítulo en hebreo pertenecen al Texto masorético, que incluye el Codex Leningradensis (1008).
También existe una traducción al griego koiné conocida como la Septuaginta, realizada en los últimos siglos a. C. Los manuscritos antiguos que se conservan de la versión Septuaginta incluyen el Codex Vaticanus (B; {\displaystyle {\mathfrak {G}}}B; siglo IV), el Codex Sinaiticus (S; BHK: {\displaystyle {\mathfrak {G}}}S; siglo IV) y el Codex Alexandrinus (A; {\displaystyle {\mathfrak {G}}}A; siglo V)..

## Texto bíblico

### Versículo 1
«Y el rey Asuero impuso un tributo sobre la tierra y sobre las islas del mar».
La declaración sirve para elogiar la posición de Mardoqueo en el imperio persa en los versículos siguientes.

### Versículo 2
¿Y no están escritos en el libro de las crónicas de los reyes de Media y Persia todos los hechos de su poder y de su poderío, y la declaración de la grandeza de Mardoqueo, a quien el rey le exaltó?
- «Lo exaltó»: Literalmente, «lo hizo grande».[12]

### Versículo 3
«Porque Mardoqueo, el judío, era el segundo después del rey Asuero, y grande entre los judíos, y era estimado por la multitud de sus hermanos, buscando el bien de su pueblo y hablando paz a toda su descendencia».
Este versículo muestra que un judío muy estimado podía seguir siendo el funcionario persa de más alto rango.

## Comentarios

### De la Iglesia católica

#### A todo el capítulo
El cierre del libro retoma el sueño inicial de Mardoqueo y ofrece su interpretación a la luz de los acontecimientos narrados. La persecución contra los judíos se entiende como prueba de su fidelidad al Dios único, y la victoria alcanzada manifiesta la protección divina. Los dragones simbolizan la confrontación entre Mardoqueo y Amán, mientras que la exaltación de Ester aparece como la imagen de la fuente pequeña que se desborda hasta convertirse en río.
Con un lenguaje cercano al apocalíptico, el relato transmite la certeza de que Dios escucha el clamor de los humildes y actúa en favor de los que confían en Él. El detalle final en el texto griego, ausente en la Neovulgata, refuerza esta visión de esperanza y confirma que la salvación de los fieles es siempre obra de la intervención divina en la historia.

## Lectura adicional
- Bechtel, Carol (1983). Esther. Westminster John Knox Press. ISBN 978-0664237455.
- Bush, Frederic W. (2018). Ruth-Esther. Word Biblical Commentary 9. Zondervan Academic. ISBN 978-0310588283.
- Crawford, Sidnie White (2003). «Esther».  En Dunn, James D. G.; Rogerson, John William, eds. Eerdmans Commentary on the Bible (illustrated edición). Wm. B. Eerdmans Publishing. pp. 329-336. ISBN 978-0802837110. Consultado el October 28, 2019.
- McConville, J. G. (1985). Ezra, Nehemiah, and Esther. The daily study Bible : Old Testament. Westminster John Knox Press. ISBN 978-0664245832. Consultado el October 28, 2019.
- Moore, Carey A. (Sep–Dec 1975). «Archaeology and the Book of Esther». The Biblical Archaeologist 38 (3/4): 62-79. JSTOR 3209587. S2CID 166110735. doi:10.2307/3209587.
- Smith, Gary (2018). Ezra, Nehemiah, Esther. Cornerstone Biblical Commentary 5. Tyndale House. ISBN 978-1414399126.